# 王源 (清朝)
王源（1648年—1710年），字崑绳。直隶省大兴县（今北京市）人，清朝政治人物。

## 生平
王源兄王洁，少从梁以樟游。研习前代典要、关塞险隘攻守方略，在康熙三十二年（1693年）中举人。昆山徐乾学所开洞庭山书局，招致天下名士，王源参与，与刘献廷为友，天天讨论天地阴阳之变，伯王大略，兵法、文章、典制，古今兴亡之故，方域要害，近代人才邪正，其意见皆相同。刘献廷死后，再与李塨为友，李塨推荐他归颜元门下。最后客死淮上。著书有《平书》十卷，《文集》二十卷。